# Phoradendron wattii
Phoradendron wattii är en sandelträdsväxtart som beskrevs av Krug & Urb.. Phoradendron wattii ingår i släktet Phoradendron och familjen sandelträdsväxter. Inga underarter finns listade i Catalogue of Life.